# Jean Bricmont
Jean Bricmont (Uccle, 12 d'abril del 1952) és un físic i assagista belga, catedràtic emèrit a la Universitat Catòlica de Lovaina a Louvain-la-Neuve. És membre de l'Académie royale des sciences, des lettres et des beaux-arts de Belgique des del 2004. Del 2001 al 2006 va ser president de l'Association française pour l'information scientifique, amb l'ànim de promoure la ciència i de lluitar contra la pseudociència.
És conegut pel llibre Impostures intel·lectuals, que el 1997 va publicar amb el físic i matemàtic americà Alan Sokal. En aquest llibre fan la crítica de la filosofia postmoderna que segons llur opinió abusa de conceptes precisos de les ciències exactes per elaborar teories alambinades i nebuloses de psicologia, sociologia o filosofia, sense fonament metòdic seriós.